# Квасквара
Квасквара (фр. Quasquara, корс. Quasquara) — коммуна во Франции, находится в регионе Корсика. Департамент коммуны — Южная Корсика. Входит в состав кантона Тараво-Орнано. Округ коммуны — Аяччо.
Код INSEE коммуны — 2A253.

## Население
Население коммуны на 2008 год составляло 58 человек.
| 1962 | 1968 | 1975 | 1982 | 1990 | 1999 | 2008 |
| ---- | ---- | ---- | ---- | ---- | ---- | ---- |
| 91   | 71   | 67   | 56   | 46   | 50   | 58   |

## Экономика
В 2007 году среди 26 человек в трудоспособном возрасте (15—64 лет) 15 были экономически активными, 11 — неактивными (показатель активности — 57,7 %, в 1999 году было 72,2 %). Из 15 активных работало 13 человек (6 мужчин и 7 женщин), безработными были 2 мужчины. Среди 11 неактивных 3 человека были учениками или студентами, 5 — пенсионерами, 3 были неактивными по другим причинам.